# Список міст мая
Список міст мая являє собою алфавітний перелік найважливіших археологічних пам'яток, що пов'язані з доколумбовою цивілізацією мая. Перелік найбільших месоамериканських пам'яток інших культур, включно з племенами-сусідами мая, наведено в окремому списку.
Народи і культури, що пов'язані з цивілізацією мая, яка існувала протягом понад 2500 років месоамериканської історії на півдні Месоамерики, де зараз існують держави Гватемала та Беліз, а також на значній частині території Гондурасу, Сальвадору і в південно-східних штатах Мексики від Теуантепекського перешийку до півострова Юкатан. У цьому регіоні виявлено більше за 400 значних (Riese, 2004) і понад 4000 дрібних (Witchey and Brown, 2005) археологічних пам'яток культури мая.

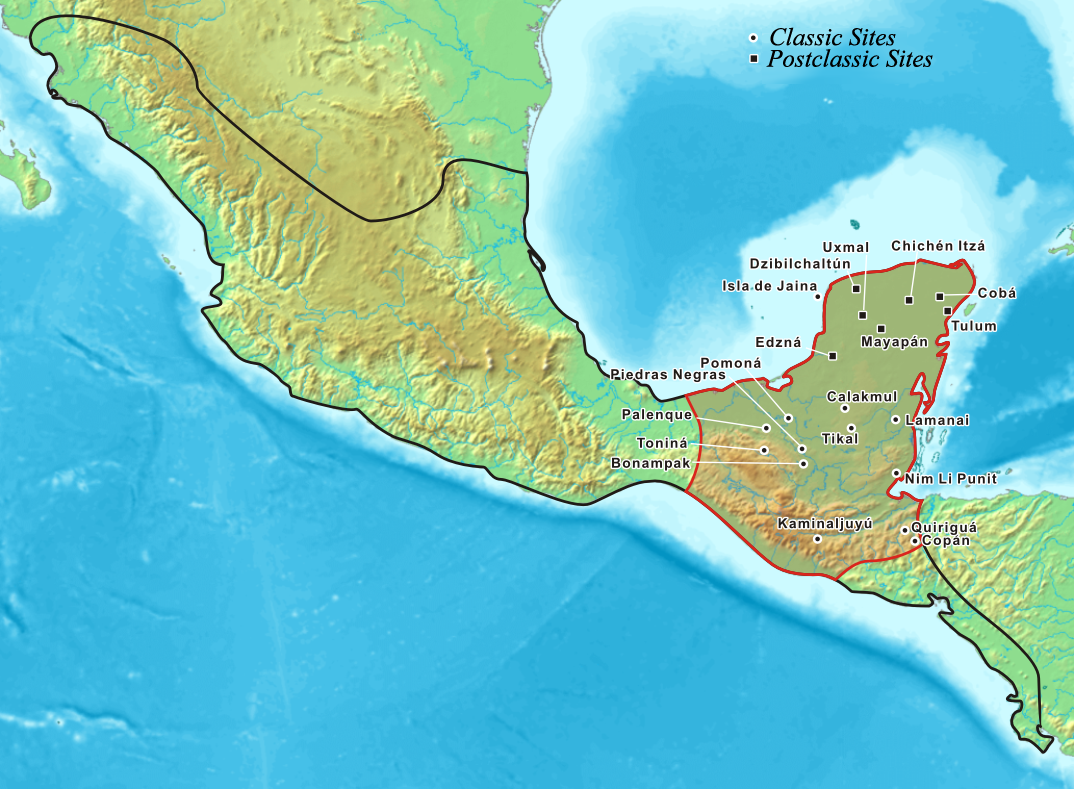
Мапа найважливіших пам'яток культури мая

## Передання назв українською
У популярній літературі зустрічаються різні варіанти написання назв міст і археологічних пам'яток мая. У науковій літературі склалися певні конвенції передачі назв:
- Назви іспанського походження передаються згідно з правилами передачі іспанських назв, при цьому є деякі відхилення від реальної вимови (ll зазвичай передається як «ль», а не «й»; b і v майже завжди передаються як «б» і «в», і т. д.)
- Передача назв місцевого походження (зазвичай з мов науатль або мая) переважно відповідає тим же правилам, що й передача іспанських назв, з деякими особливостями:
  - H, на відміну від іспанських слів, завжди передається як «х»
  - Hui передається як «ві» або рідше «ув»
  - L перед приголосними або в кінці слова — як «ль»
  - Х — завжди «ш»
  - Dz — «ц», а не «дз»
  - Tz — «ц»
  - Ya, yu, yo передаються як «я», «ю», «йо», оскільки в низці випадків y і подальший голосний у словах маянського походження належать до різних морфем.

## Найважливіші пам'ятки

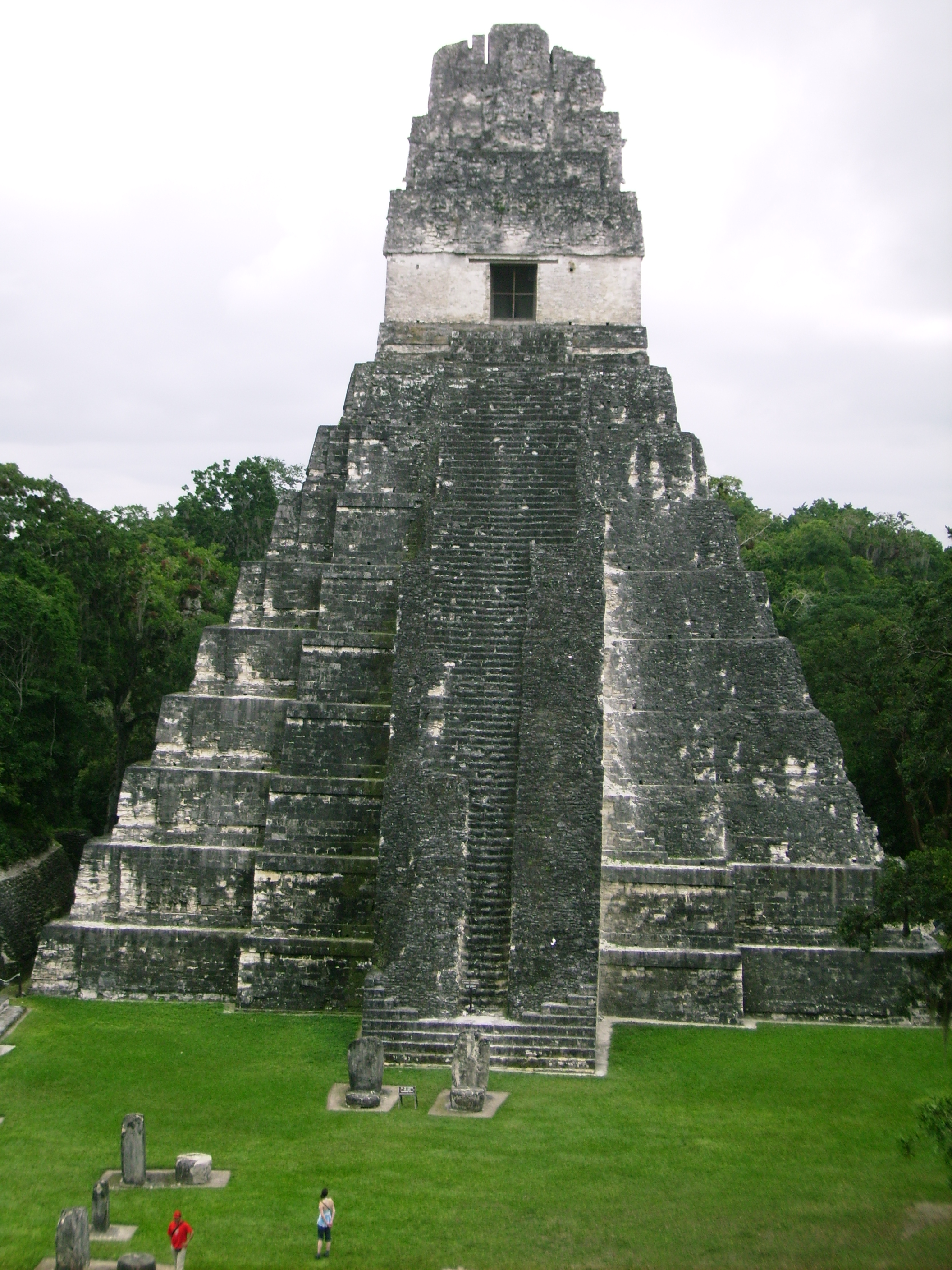
Тікаль

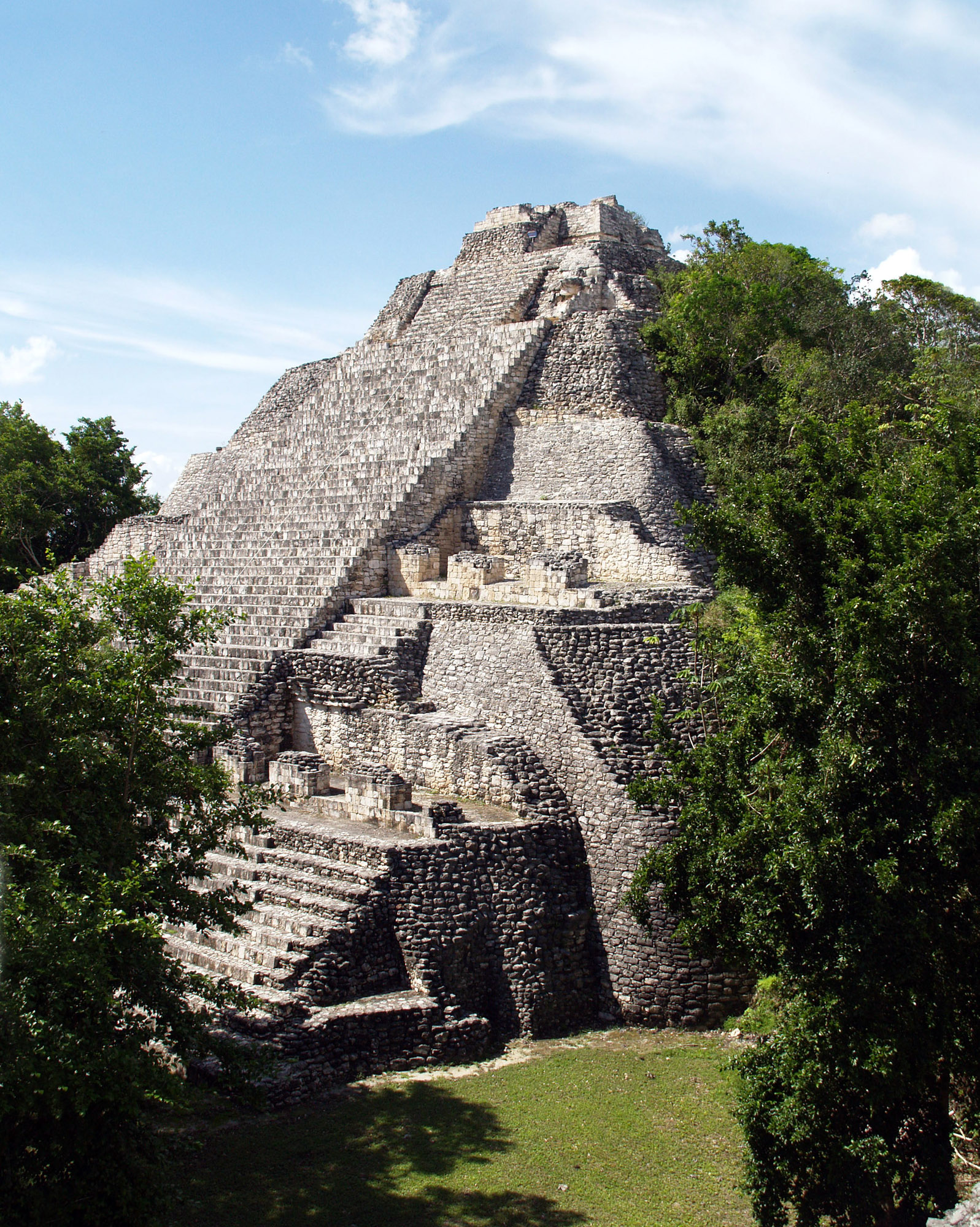
Бекан

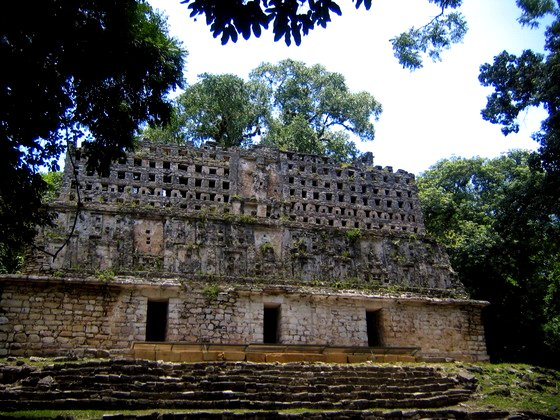
Яшчилан

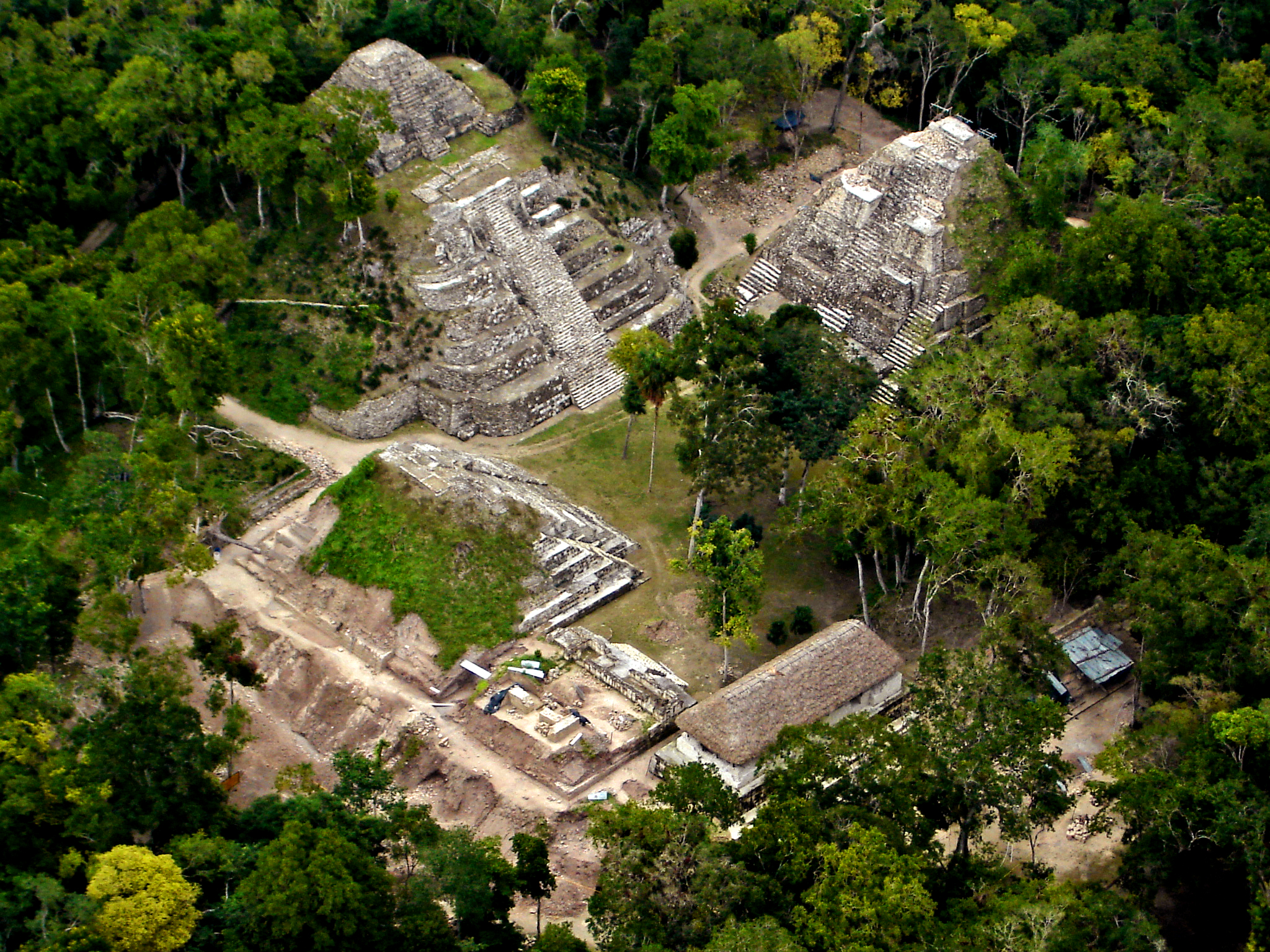
Яшха

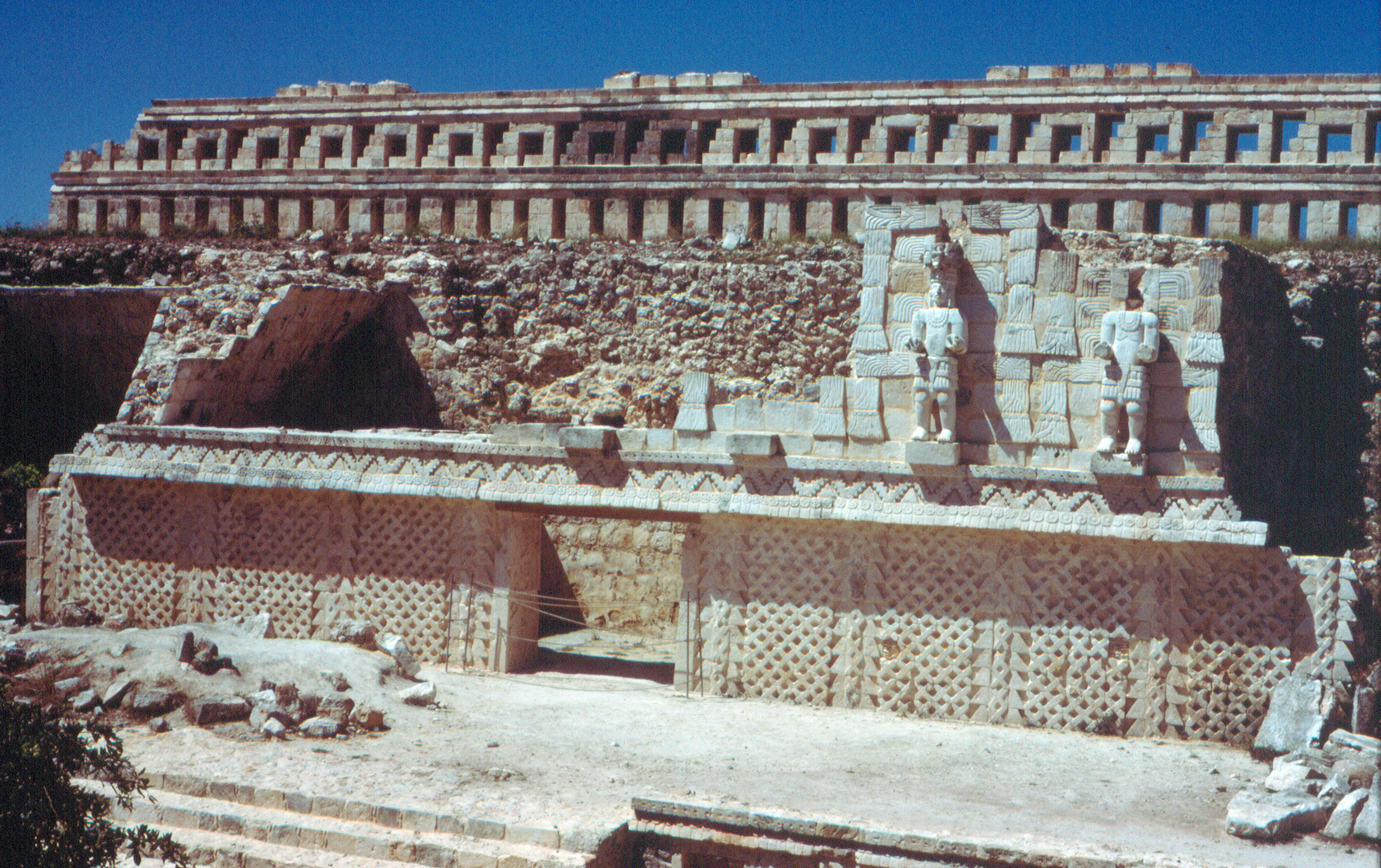
Каба

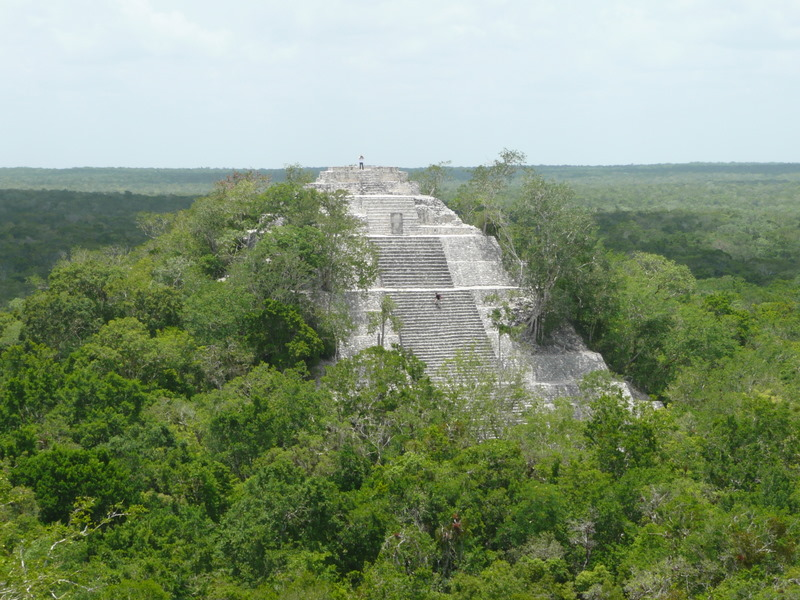
Калакмуль

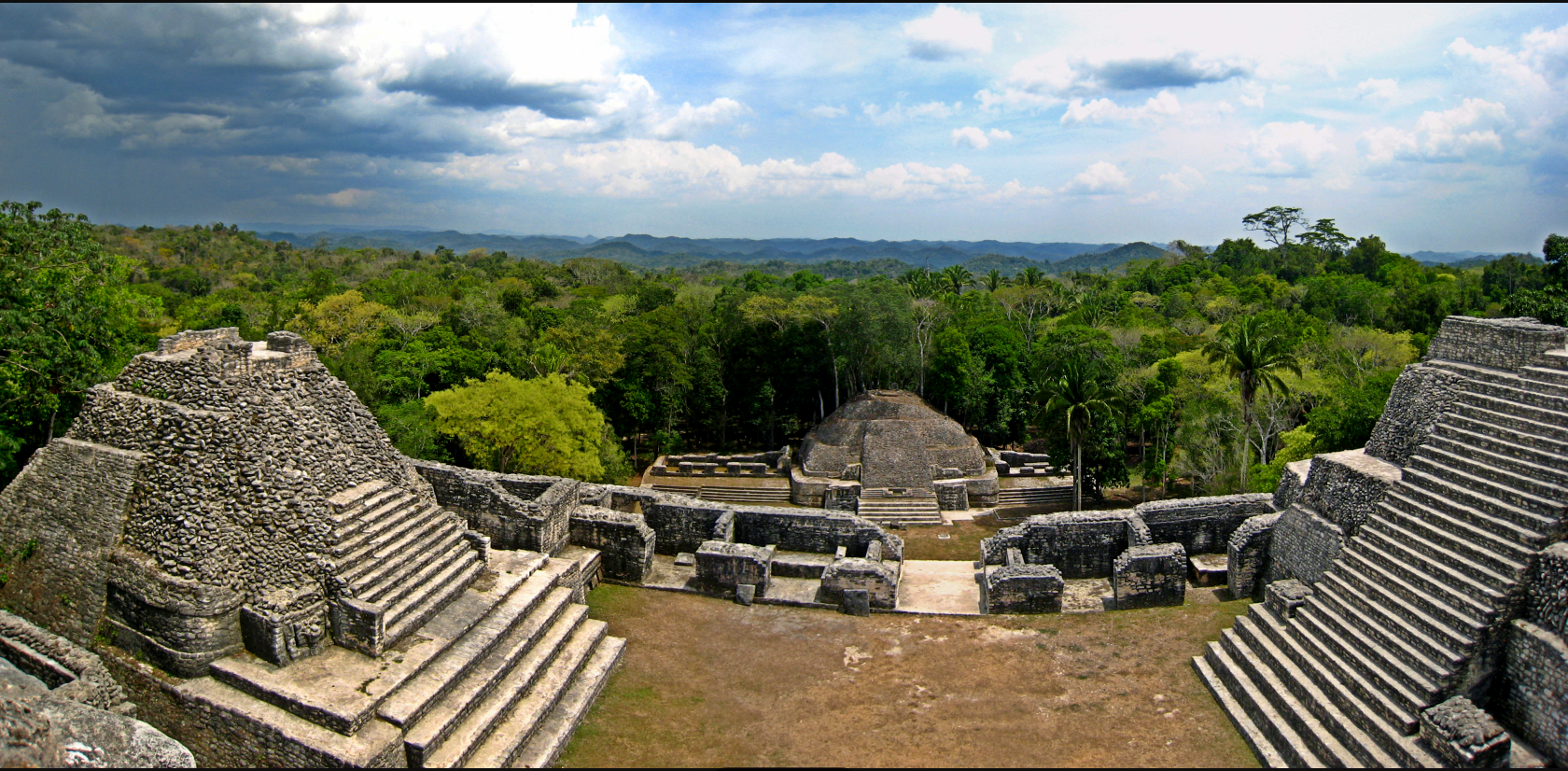
Караколь

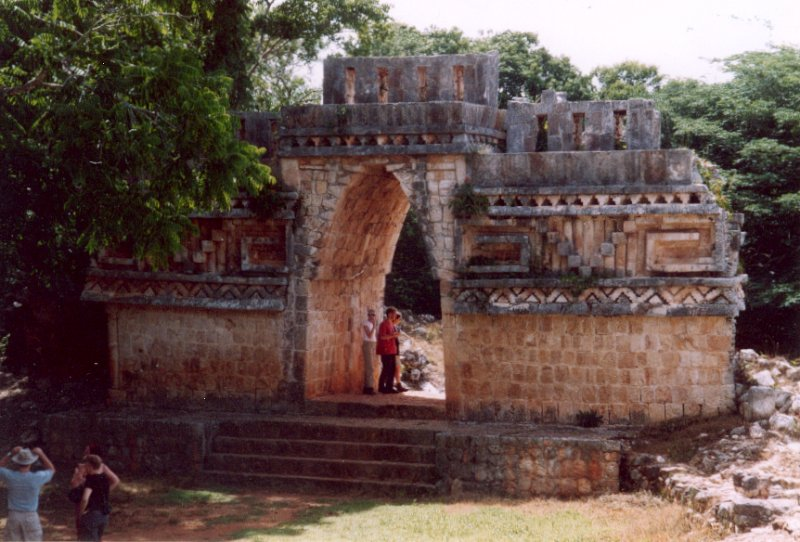
Лабна

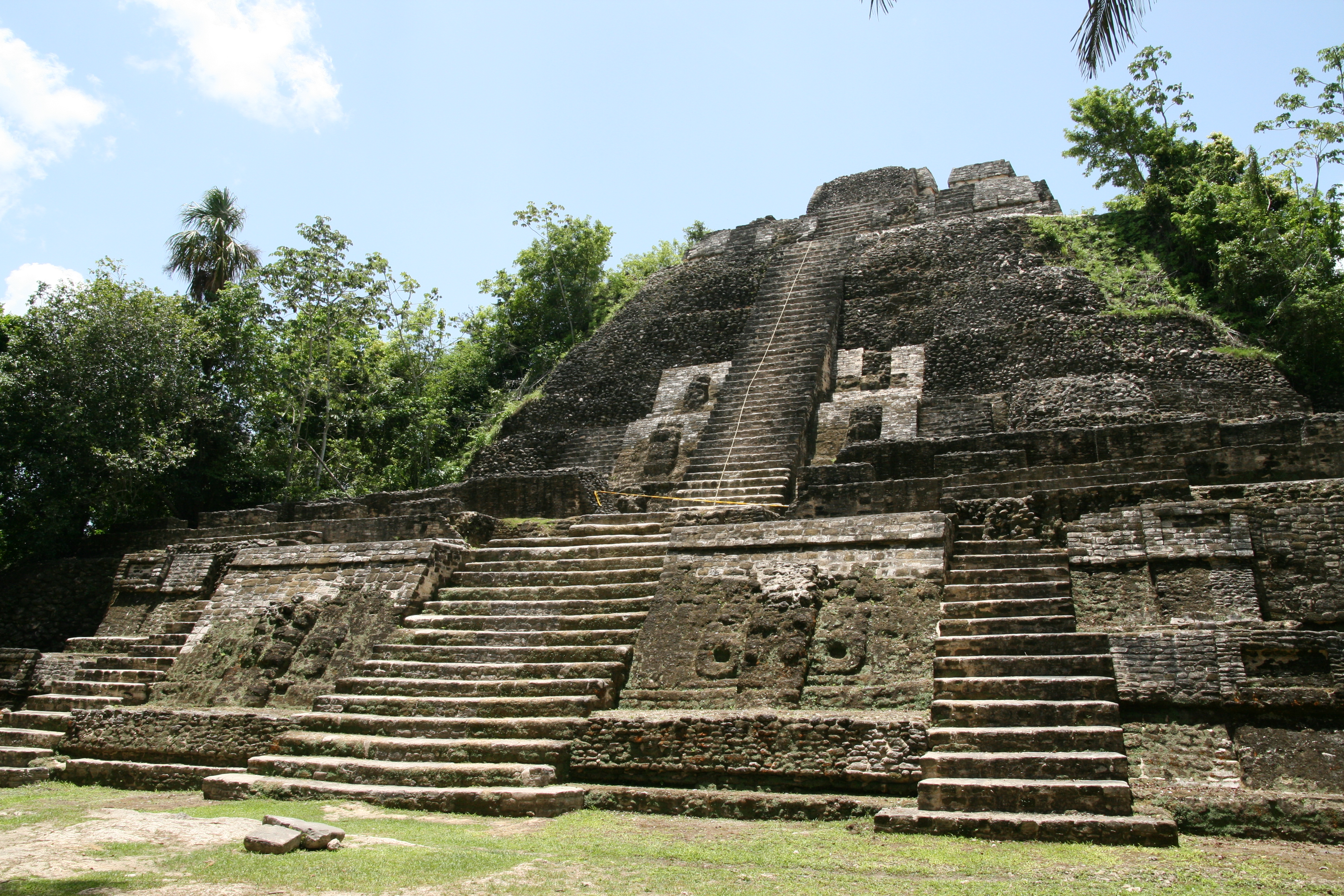
Ламанай

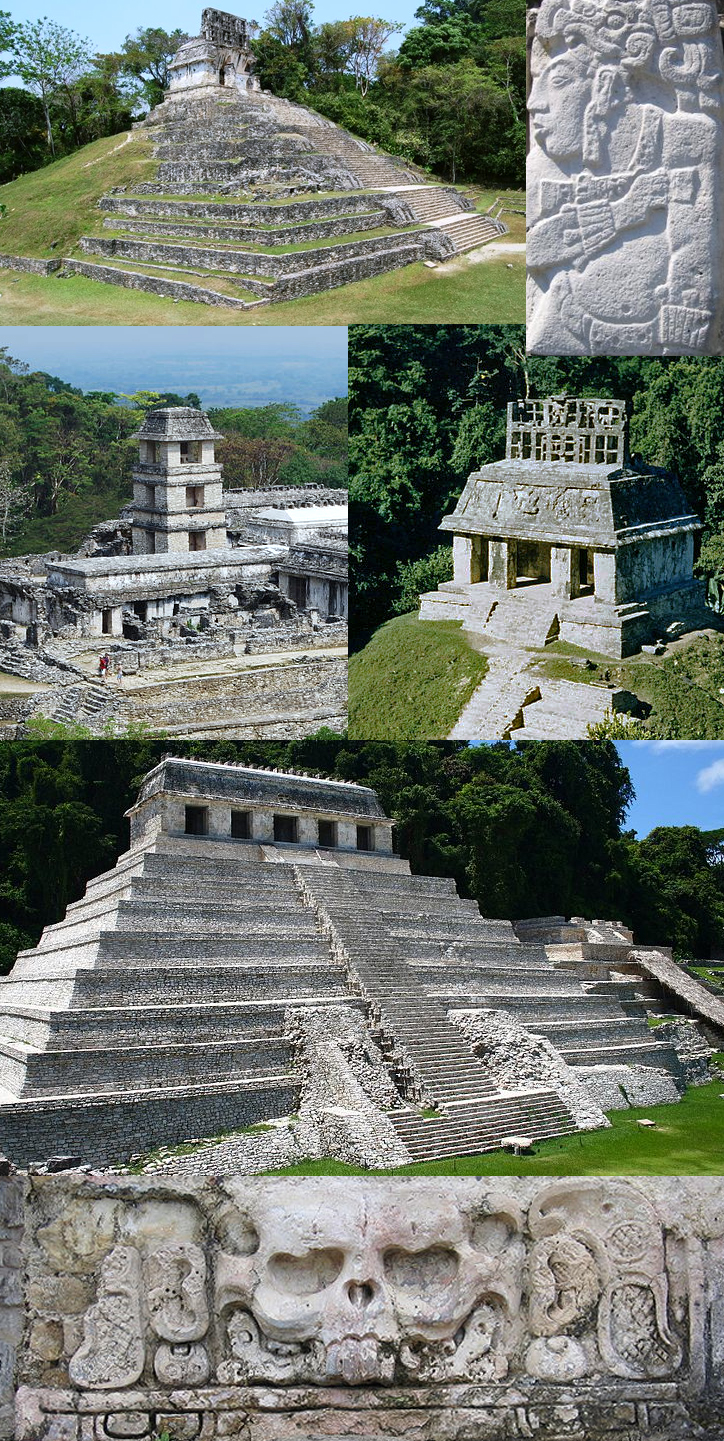
Паленке

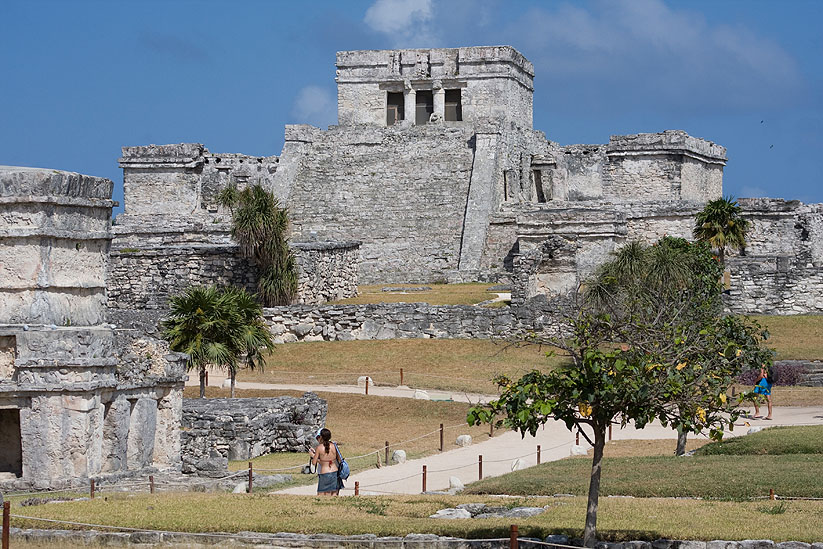
Тулум

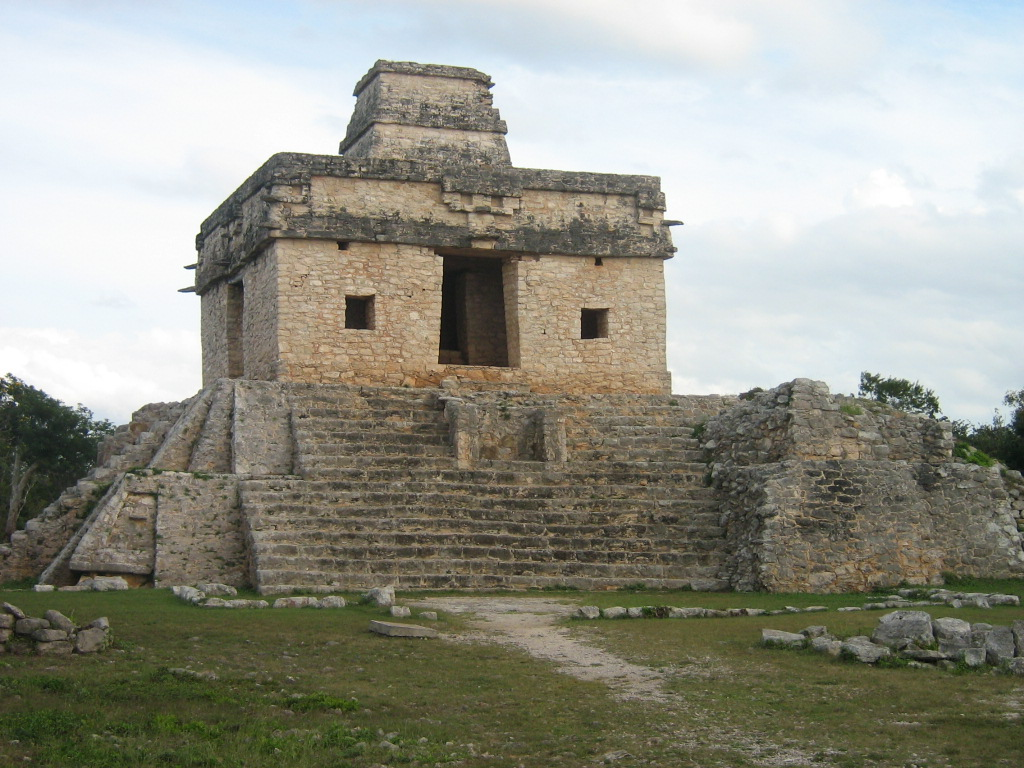
Цибільчальтун

Чичен-Іца

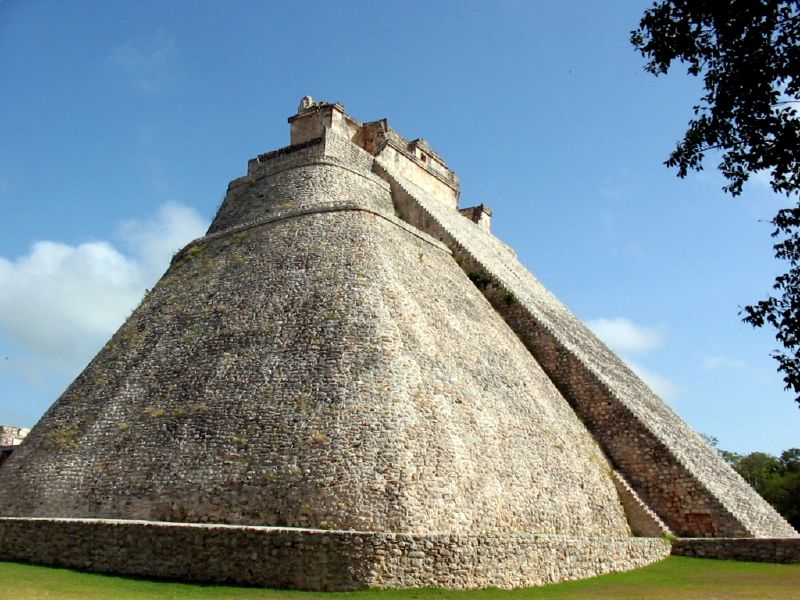
Ушмаль

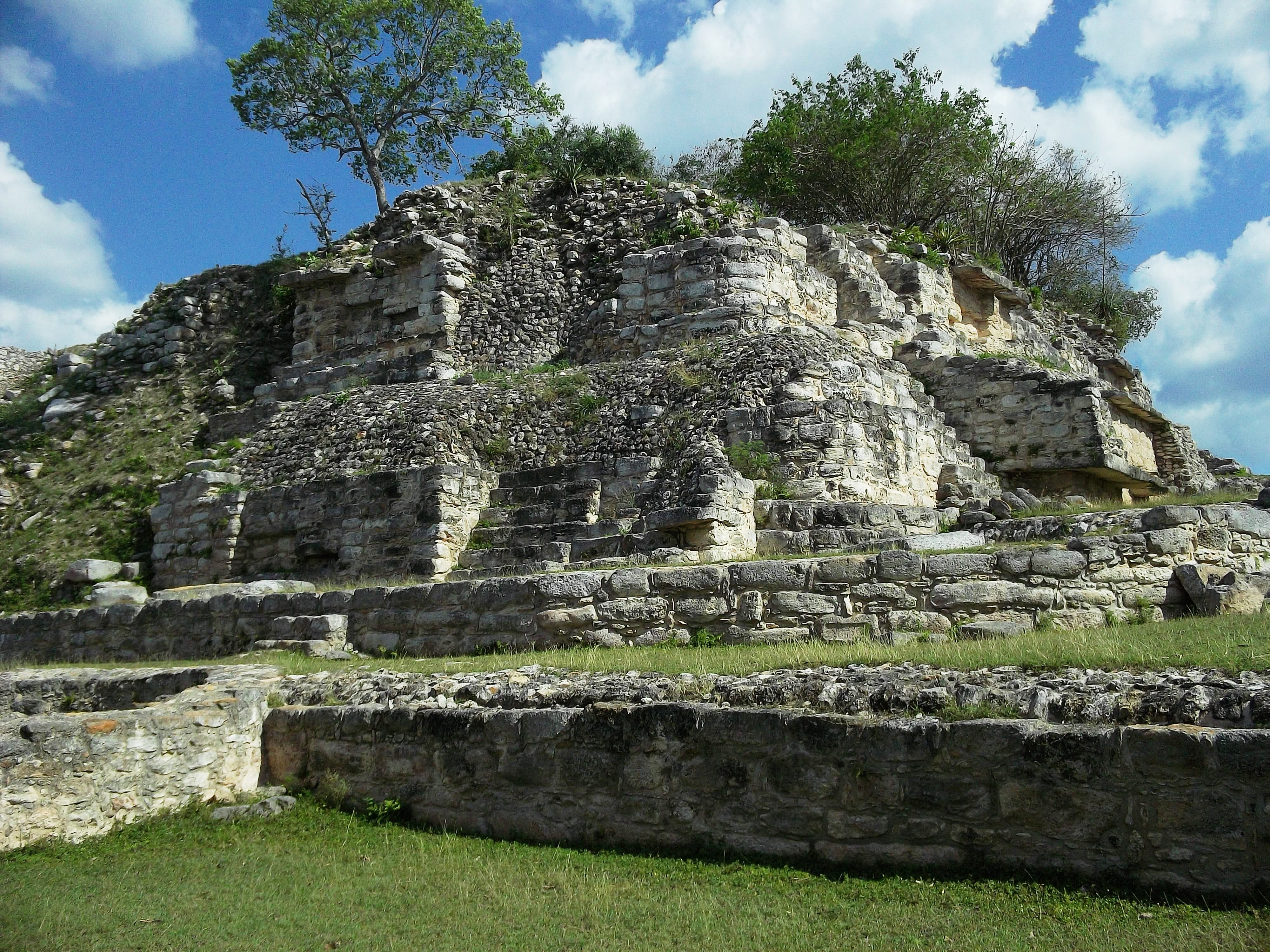
Аке

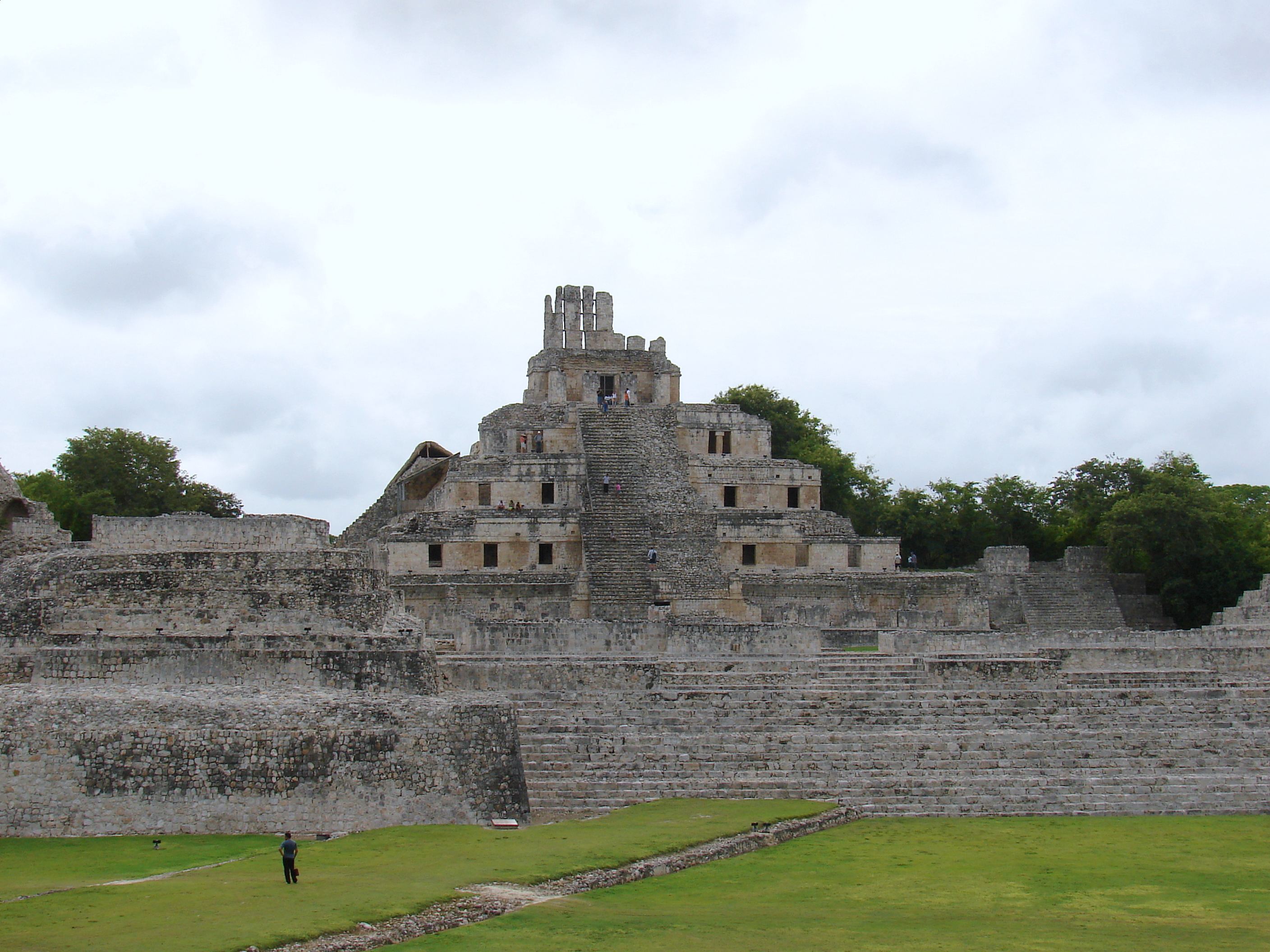
Ецна

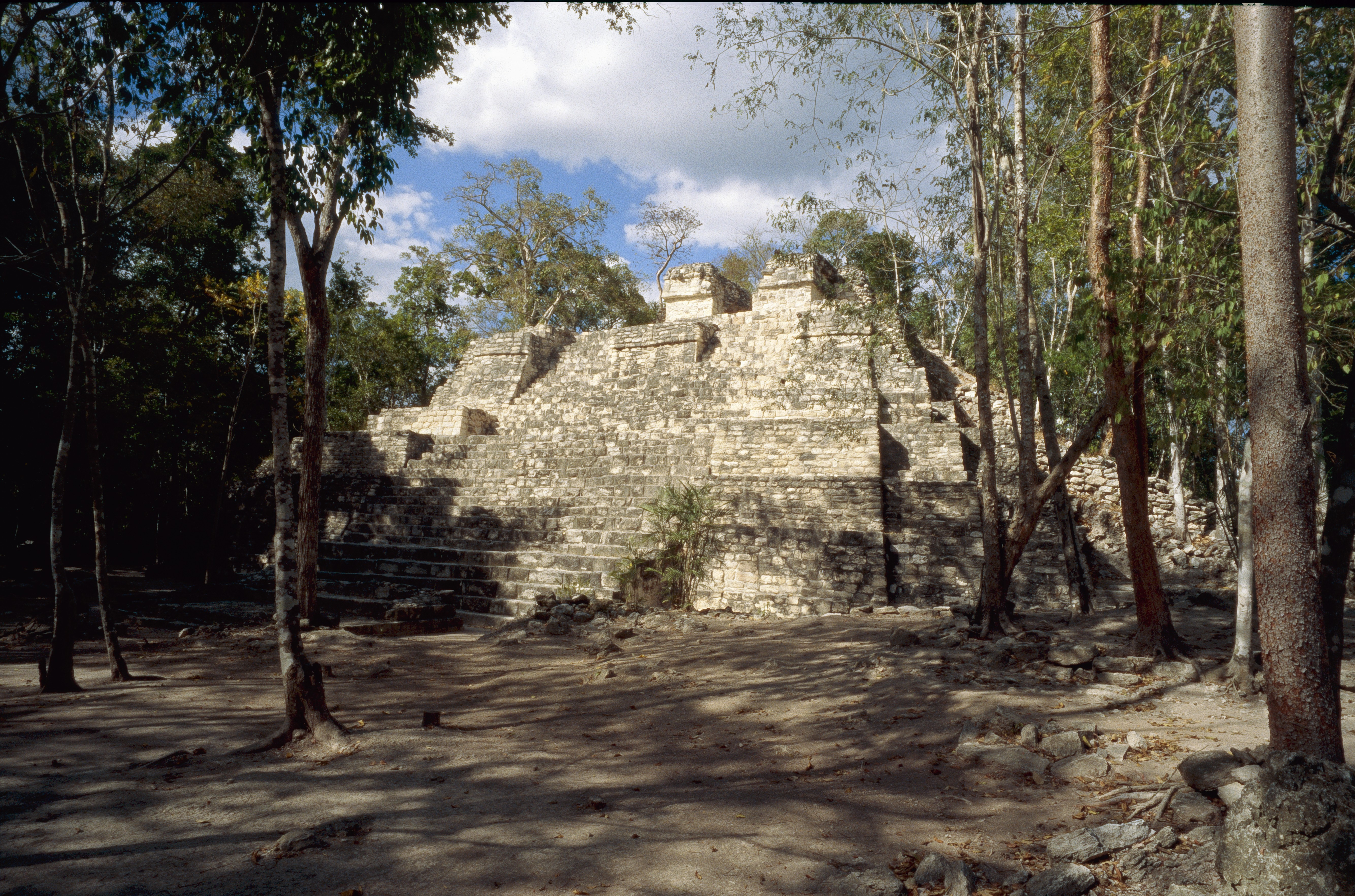
Баламкуль

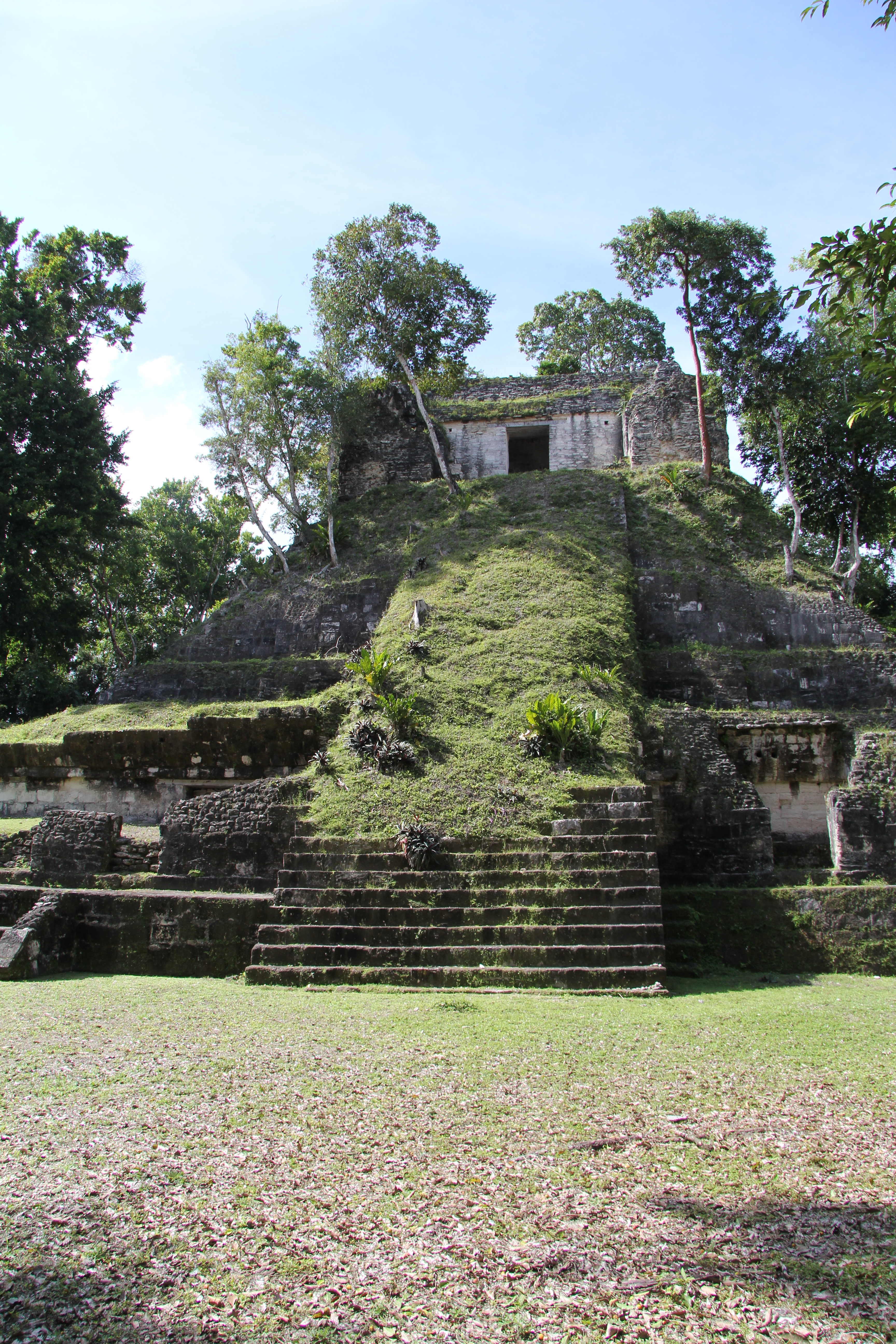
Накум

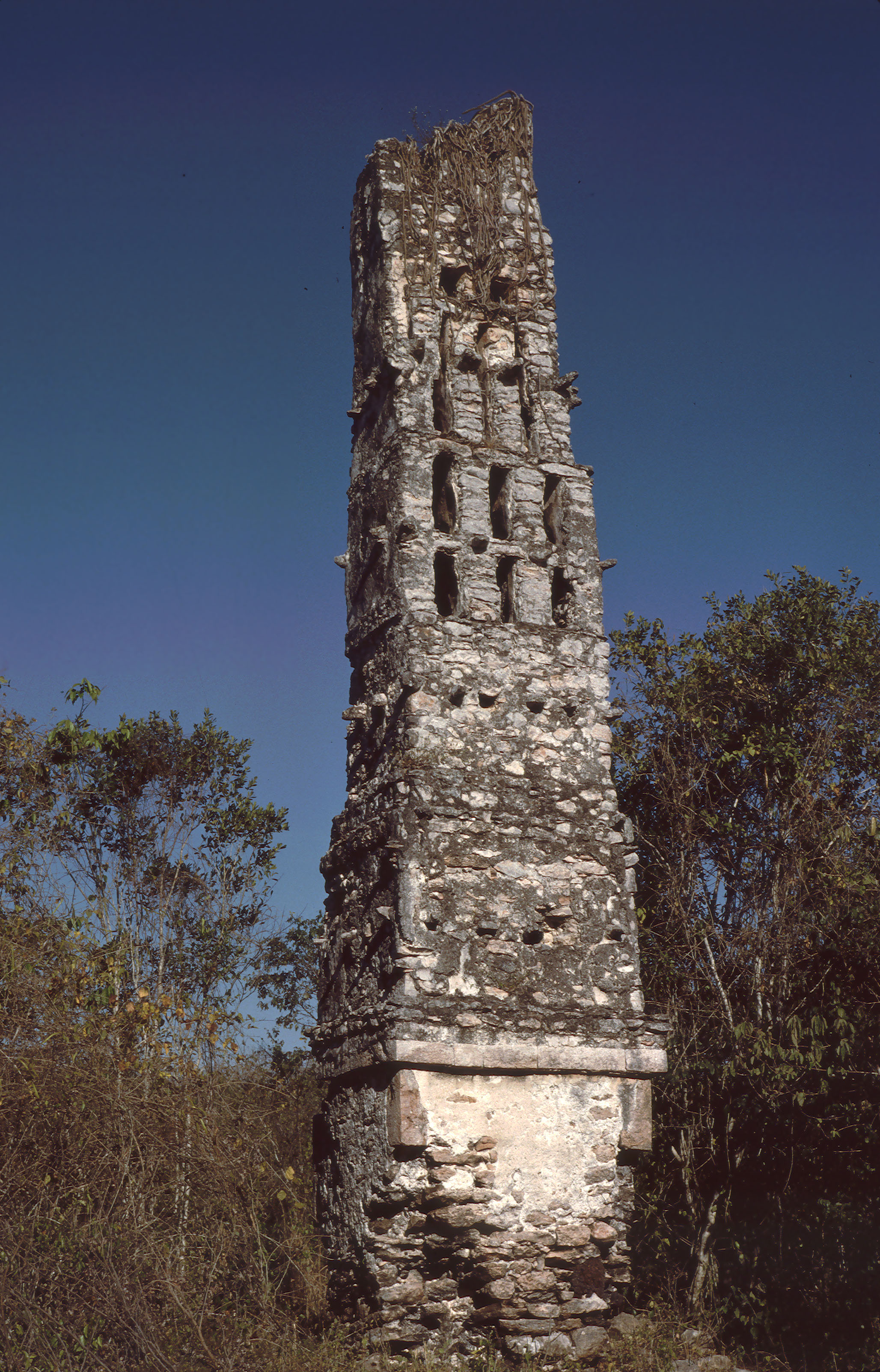
Нокучич

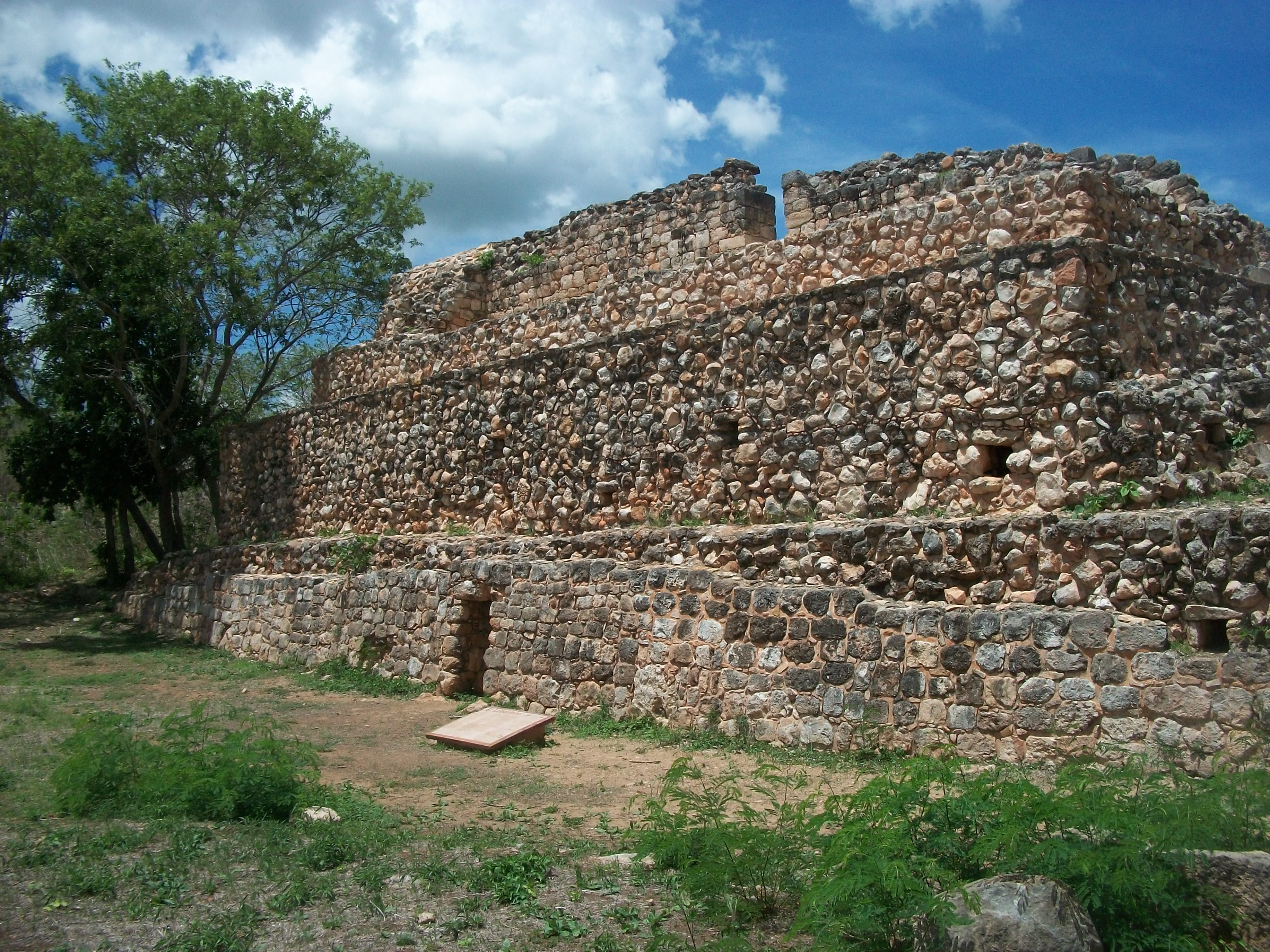
Ошкінток

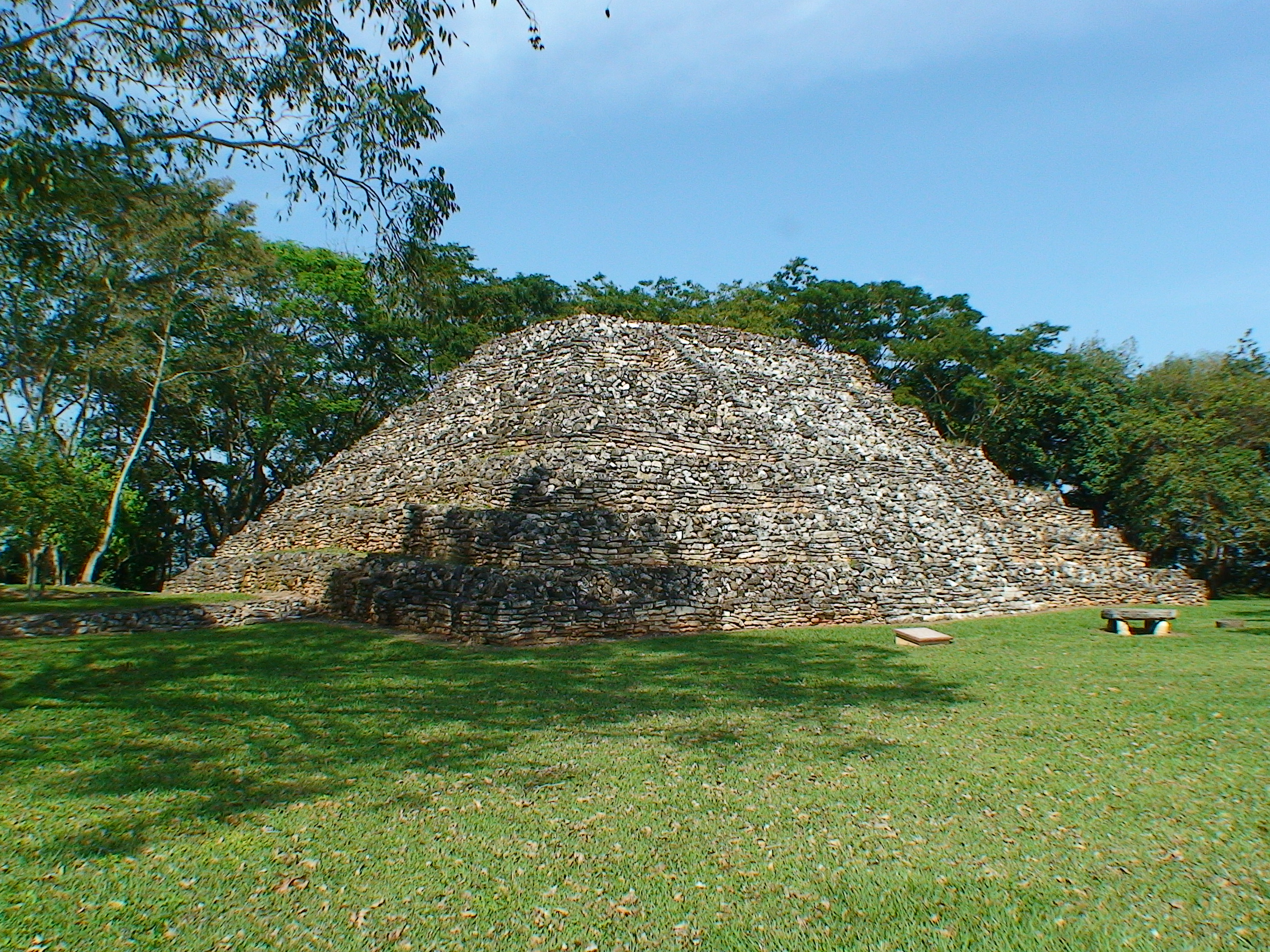
Помона

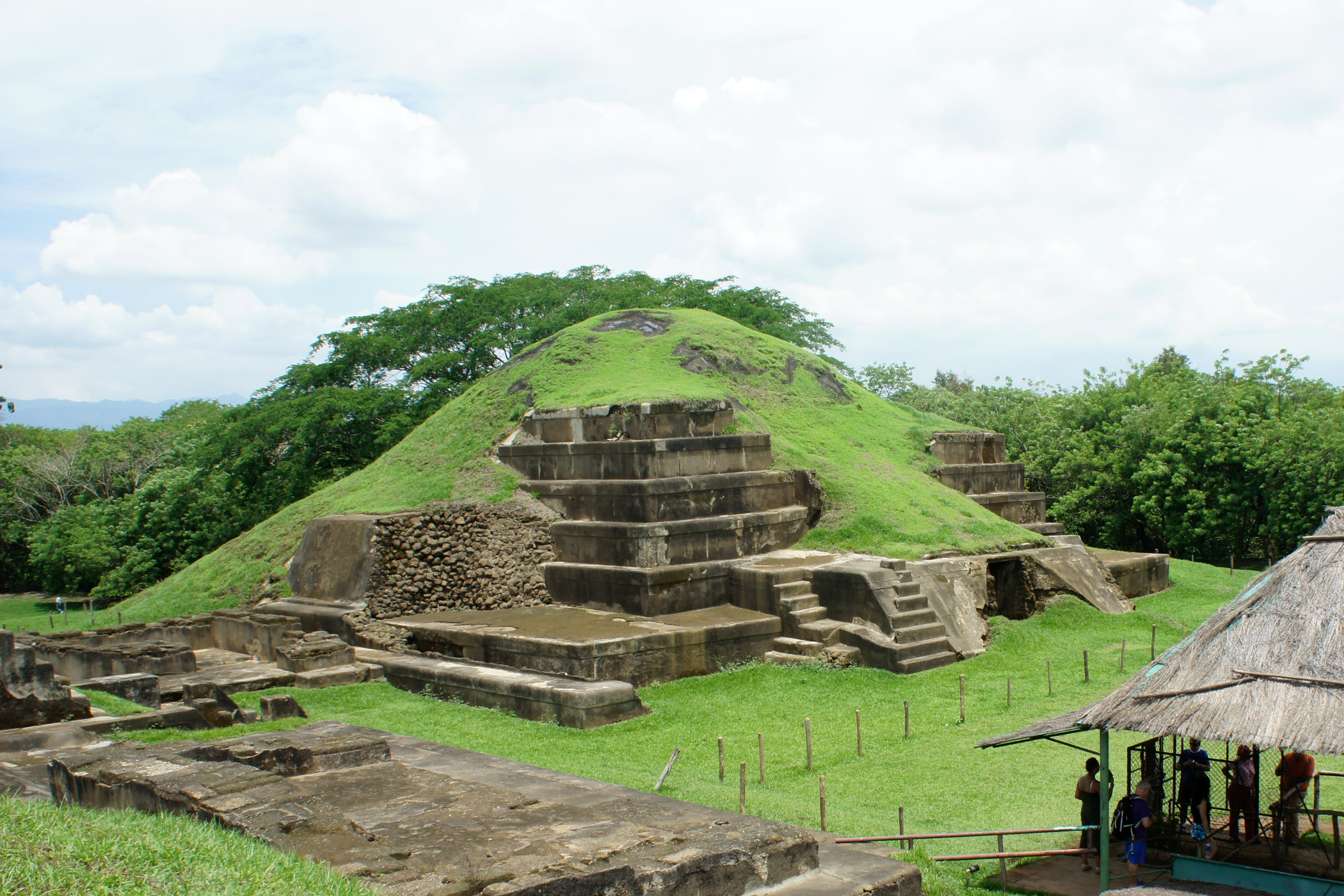
Сан-Андрес

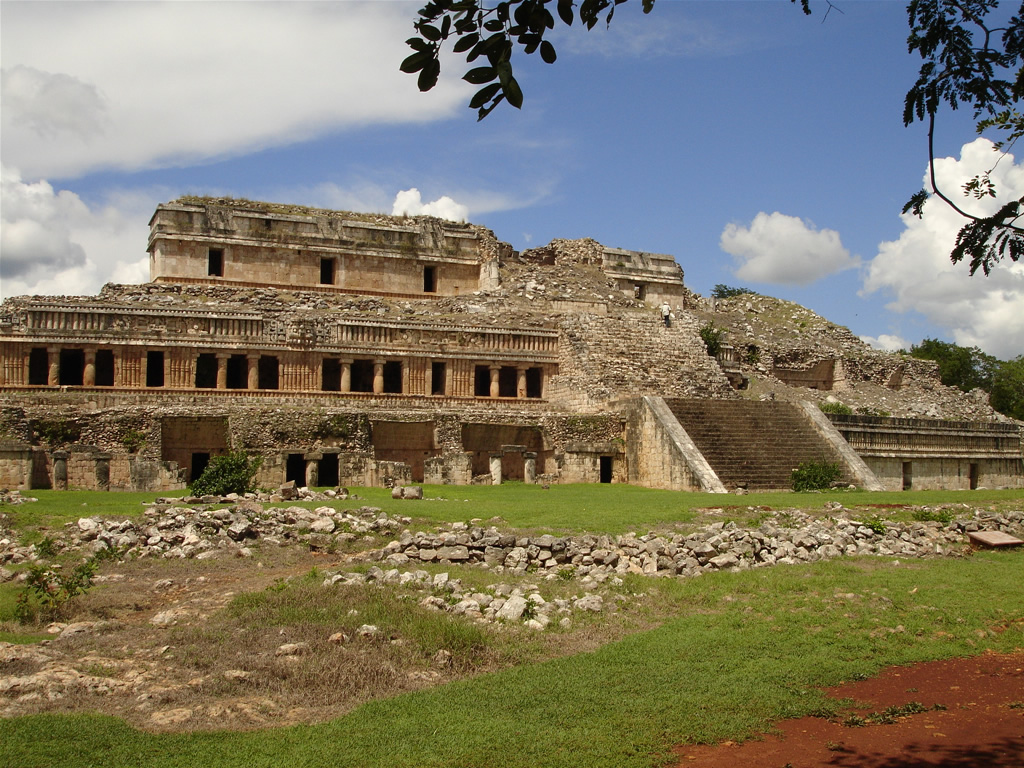
Саїль

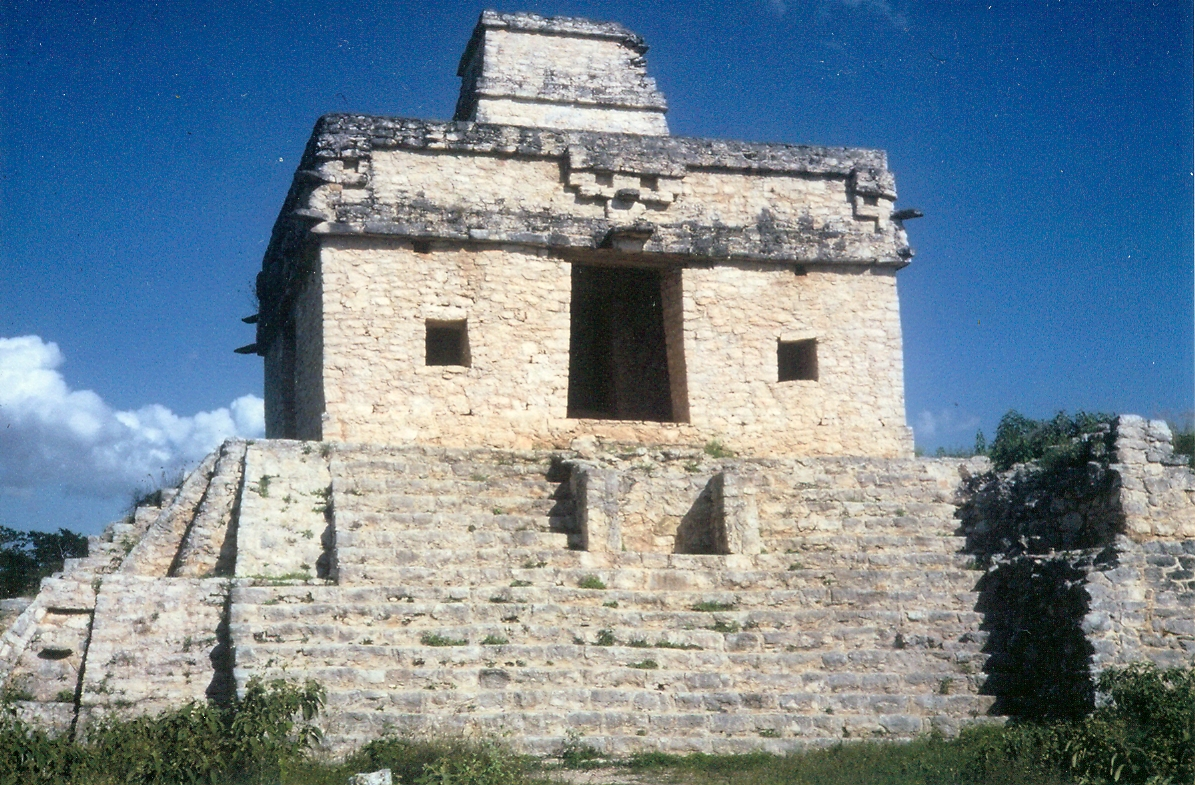
Цибільчальтун

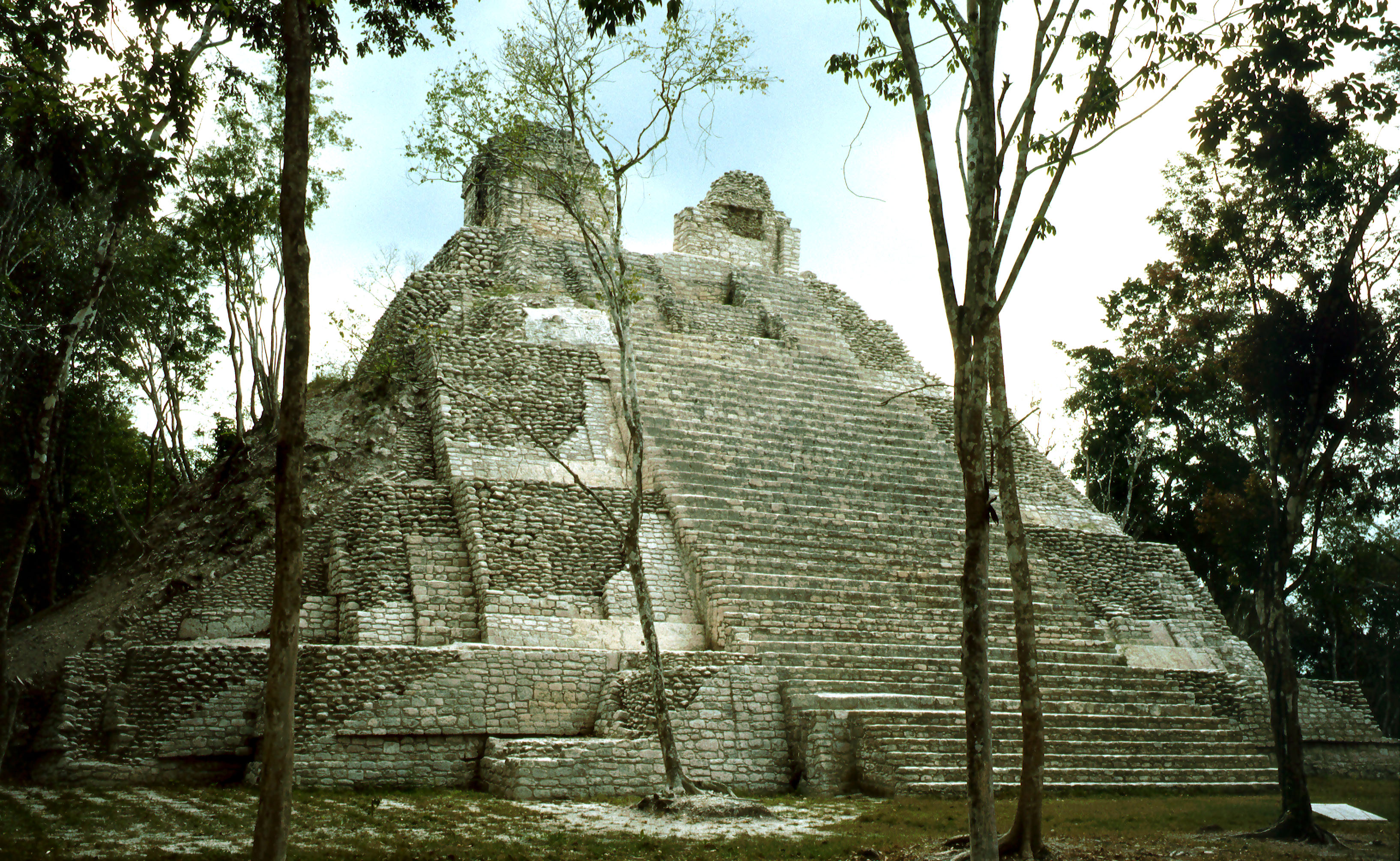
Цітбальче

У цьому розділі перераховані найважливіші археологічні пам'ятки мая — найбільші, або найцікавіші з погляду знахідок:
- Бекан
- Бонампак
- Дос-Пілас
- Ель-Бауль
- Ель-Мірадор
- Ішкун
- Каба
- Калакмуль
- Камінальхую
- Караколь
- Кахаль-Печ
- Коба
- Комалькалько
- Копан
- Кохунліч
- Куей, Куельйо
- Лабна
- Ламанай
- Маяпан
- Наачтун
- Накбе
- Наранхо
- Ошкінток
- Паленке
- П'єдрас-Неграс
- Сан-Бартоло
- Сейбаль
- Тікаль
- Тулум
- Ушмаль
- Вака
- Цибільчальтун
- Чичен-Іца
- Чунчукміль
- Яшчилан
- Яшха

## Алфавітний перелік
Список міст наводиться за латинським алфавітом, оскільки написання деяких назв українською ще не устоялося.

### А
- Акансех
- Аканмуль
- Акті[en]
- Актун-Туничиль-Мукналь
- Актункан[en]
- Аґуакате[en]
- Аґуас-Кальентес (Aguas Calientes)
- Аґуатека
- Аке[en]
- Ла-Амелія[en]
- Ель-Ампаро[en]
- Альмучиль (Almuchil)
- Альтаміра (Altamira)
- Алтар-де-лос-Реєс[1]
- Алтар-де-Сакріфісіос
- Алтун-Ха
- Анайте (Anayte)
- Анональ (Anonal)
- Арройо-де-П'єдра

### Б
- Бейкінґ-Пот[en]
- Баламку
- Балберта
- Бекан
- Блекман-Едді[en]
- Бехукаль[en]
- Балакбаль (Balakbal)
- Баламку
- Бельоте, Бейоте (Bellote)
- Баламтун (Balamtun)
- Болончен[en]
- Бонампак

### В
- Вайміль[en]
- Вака, див Ель-Перу
- Вашактун
- Віцна
- Волантун (Uolantun)

### Ґ
- Ґуакітепек (Guaquitepec)
- Ґумарках

### Д
- Дос-Пілас

### Е
- Ецна
- Ек-Балам
- Екаб[en]
- Ель-Бауль
- Ель-Енканто (El Encanto)
- Ель-Карибе[en]
- Ель-Мірадор
- Ель-Пабельон, Ель-Пабейон (El Pabellón)
- Ель-Пальмар
- Ель-Параісо (El Paraíso)
- Ель-Пато (El Pato)
- Ель-Перу
- Ель-Пілар
- Ель-Портон[en]
- Ель-Порвенір[en]
- Ель-Ретіро (El Retiro)
- Ель-Росалії (El Rosal)
- Ель-Соц
- Ель-Темблор[en]
- Ель-Тінталь[en]
- Ель-Трапіче
- Ель-Чикосапоте (El Chicozapote)
- Ель-Чорро (El Chorro)
- Есперанса (Colonia La Esperanza)

### І
- Ікіль (Ikil)
- Ісамаль
- Ісапа
- Ічмак (Ichmac)
- Ічмуль[en]
- Ічпаатун[de]
- Іцан[en]
- Іцимте-Саклук (Itsimte-Sacluk)
- Іцимте-Болнчен, Болончен (Itzimte-Bolonchen)
- Ішиль (Ixil)
- Ішимче
- Ішкун
- Ішлу[en]
- Іштельха (Ixtelha)
- Іштонтон
- Іштуц

### Й
- Йоокоп[en]
- Юла[en]

### К
- Каба
- Калакмуль
- Камінальхую
- Кампече
- Канкуен
- Кана (Kana)
- Канкі[es]
- Кансакбе (Cansacbe)
- Кантуніль-Кін[es]
- Караколь
- Кахаль-Печ
- Кашуінік (Kaxuinic)
- Каялі[en], Каяль[en]
- Кен-Санто (Quen Santo)
- Керрос
- Кіналь[en]
- Кіригуа
- Кіуік[en]
- Коба
- Комалькалько[en]
- Комітан
- Комчен[en]
- Консакбе (Consacbe)
- Копан
- Коросаль
- Косумель
- Кохунліч
- Куельйо

### Л
- Ла-Корона, або «місце Q»
- Ла-Мар[en]
- Ла-Мільпа[en]
- Ла-Монтура (La Montura)
- Ла-Муньєка (La Muñeca)
- Ла-Ная (La Naya)
- Ла-Онрадес[ceb]
- Ла-Пасадіта
- Ла-Почитока (La Pochitoca)
- Ла-Суфрікая
- Ла-Флорида (La Florida)
- Ла-Хоянка
- Лабна
- Лаґуна-Пердідо II (Laguna Perdida II)
- Лаґуніта[en]
- Ламанай
- Лаканха (Lacanha)
- Лаштуніч (Lashtunich)
- Лольтун[en]
- Лопес-Матеос (López Mateos)
- Лос-Гіґос (Los Higos)
- Луїсвілл
- Лубаантун

### М
- Мачакіла
- Манаґуа (Managua)
- Мані (Мексика)
- Маріо-Анкона (Mario Ancona)
- Машкану[en]
- Маяпан
- Мінанха[en]
- Мірафлорес (Miraflores)
- Мишко-Велья
- Монте-Альто
- Мопіла (Mopila)
- Мораль (Moral)
- Мотуль-де-Сан-Хосе
- Маунтін-Кау[ceb]
- Муль-Чик[de]
- Мулуч-Цекаль (Muluch Tsekal)
- Муїль

### Н
- Наачтун
- Нац-Каан[de]
- Нах-Туніч
- Накбе
- Накум
- Наранхо
- Небах[en]
- Ним-Лі-Пуніт
- Ніштун-Ч'іч'
- Нокучич
- Нохмуль
- Нохпат[de]

### О
- Окоп (Okop)
- Орміґеро[en]
- Охо-де-Аґуа (Ojo de Agua)
- Ошкуцкаб[en]
- Ошкінток
- Ошлахунтун (Oxlahuntun)
- Ошпемуль (Oxpemul)

### П
- Падре-Пьедра (Padre Piedra)
- Пахараль
- Паленке
- Панхале[es]
- Панталеон
- Пасьон-дель-Крісто (Pasión del Cristo)
- Печаль (Pechal)
- Пестак (Pestac)
- П'є-де-Ґайо, П'є-де-Ґальо (Pie de Gallo)
- Пьедра-Лабрада (Piedra Labrada)
- П'єдрас-Неграс
- Пішой[it]
- Полол
- Помона[en]
- Помона
- Помуч (Pomuch)
- Пусільха

### Р
- Ресбалон (Resbalón)
- Ріо-Амарійо[en], Ріо-Амарілья[en]
- Ріо-Асуль
- Ріо-Бек
- Ріо-Мічоль (Río Michol)

### С
- Сабакче (Sabacche)
- Сабана-Пілетас[de]
- Сакчана (Sacchana)
- Сакнікте (Sacnicte)
- Сакпетен
- Сакул[en]
- Сакулеу
- Салінас-де-лос-Нуево-Серрос[en]
- Сан-Андрес
- Сан-Бартоло
- Сан-Клементе (San Clemente)
- Сан-Дієґо (San Diego)
- Сан-Ґервасіо[en]
- Сан-Лоренсо (Кампече) (San Lorenzo (Campeche))
- Сан-Лоренсо (Чіапас) (San Lorenzo (Chiapas))
- Сан-Матео-Іштатан[en]
- Сан-Педро (San Pedro)
- Сан-Естеван
- Санта-Елена-Баланкан
- Санта-Елена-Поко-Вінік[en]
- Санта-Рита-Коросаль
- Санта-Роса-Штампак
- Сантотон (Santoton)
- Сапоте-Бобаль
- Саїль
- Сейбаль
- Сенотійо[en], Сенотільо[en]
- Сіваль
- Сіхо (Sihó)
- Сільвітук (Silvituc)
- Сімоховель[en]
- Сісільха (Sisilha)

### Т
- Табі (Tabi)
- Такалік-Абахо
- Тамаріндіто
- Танках
- Таясаль
- Тасумаль
- Течох (Techoh)
- Телантуніч (Telantunich)
- Телеман (Teleman)
- Тенам-Пуенте[en]
- Тенам-Росаріо (Tenam Rosario)
- Тікаль
- Тіла (Tila)
- Тіпан-Чен-Віц
- Тохкок[de]
- Тонала (Tonalá)
- Тоніна
- Топоште
- Тортугеро[en]
- Трес-Іслас[en]
- Тулум
- Тункуї (Tunkuyi)

### У
- Уканаль
- Укум[en]
- Уси (Uci)
- Утатлан[en], Гумарках
- Ушбенка
- Ушмаль
- Ушуль

### Ф
- Фінка-Енканто (Finca Encanto)

### Х
- Хайна
- Халакаль (Halakal)
- Халаль (Halal)
- Хальтунчон (Haltunchon)
- Хасьєнді-Хоцук (Hacienda Hotzuc)
- Хімбаль (Jimbal)
- Холактун[es]
- Холмуль, Накум
- Хольтун
- Хольха[en]
- Хонута[en]
- Хочоб[de]
- Хоя-де-Серен
- Хуакуталь (Huacutal)
- Хунтічмуль (Huntichmul)

### Ц
- Цендалес (Tzendales)
- Цехкабтун (Dzehkabtun)
- Цекільна (Dzekilna)
- Ц'ібанче
- Цибільчальтун
- Цибільнокак[de]
- Цилам (Dzilam)
- Цибанче (Tzibanche)
- Цитбальче[en]
- Цокчен (Tzocchen)
- Цула (Dzula)
- Цум

### Ч
- Чак II[de]
- Чакчобен
- Чакмультун
- Чактун
- Чапаяль (Chapayal)
- Чіапа-де-Корсо[en]
- Чиканна
- Чичен-Іца
- Чичмуль (Chichmul)
- Чинаха (Chinaha)
- Чинікіха (Chinikiha)
- Чинкультік
- Чокола
- Чуктіепа (Chuctiepa)
- Чунчукміль
- Чунхухуб[de]
- Чунвіц[ceb]
- Чунлімон[de]

### Ш
- Шкалумкін[de]
- Шкарет[en]
- Шкастільо (X'Castillo)
- Шкоча (Xcocha)
- Шкочкаш (Xcochkax)
- Шкоральче (Xcoralche)
- Шкуксук (Xcucsuc)
- Шкулок[en]
- Шельха
- Шікаланго (Xicalango)
- Шкалаччецімін (Xkalachchetzimin)
- Шкіпче
- Шлапак[en]
- Шкічмоок[de]
- Шкомбек (Xkombec)
- Шкукікан (Xkukican)
- Шмакабатун[ceb]
- Шнахеб[en]
- Шнукбек (Xnucbec)
- Шпухіль
- Штампак
- Штобо[es]
- Шуль (Xul)
- Шультун
- Шунантуніч
- Шупа (Xupa)
- Шутільха (Xutilha)

### Я
- Яшхом (Yaaxhom)
- Якальмай (Yakalmai)
- Ялькабакаль (Yalcabakal)
- Яльтулу (Yaltutu)
- Яшчилан
- Яшкопоіль[en]
- Яшха
- Яшуна[en]